# Hans Degen
Hans Degen (18 de febrero de 1899 - 8 de noviembre de 1971) fue un general en la Wehrmacht de la Alemania Nazi. Fue condecorado con la Cruz de Caballero de la Cruz de Hierro.

## Biografía
Hans Degen nació en Rosenheim en la Alta Baviera en 1899. Se incorporó al Ejército alemán en septiembre de 1916 como enseña, sirviendo en un batallón de cazadores (Jäger) hasta el final de la Primera Guerra Mundial. Permaneció en el ejército después de 1918, convirtiéndose en general del estado mayor. En calidad de tal sirvió en la 2.ª División de Montaña en 1938, trasladándose a la 1.ª División de Montaña al estallar la guerra en septiembre de 1939. Después fue nombrado jefe de Estado Mayor del VI Cuerpo de Ejército y después del XIX Cuerpo de Ejército.
En noviembre de 1943 tomó el mando de la 2.ª División de Montaña. Esta sirvió en el frente del Ártico y en el frente occidental, donde Degen fue gravemente herido, retirándose de la división en febrero de 1945. En marzo de 1945 le fue concedida la Cruz de Caballero de la Cruz de Hierro por su comandamiento de la división.
Degen terminó la guerra con el rango de Generalleutnant.

## Condecoraciones
- Cruz Alemana en Oro[1]
- Cruz de Caballero de la Cruz de Hierro el 11 de marzo de 1945 como Generalleutnant y comandante de la 2. Gebirgs-Division.[3]